# Kminek czarny

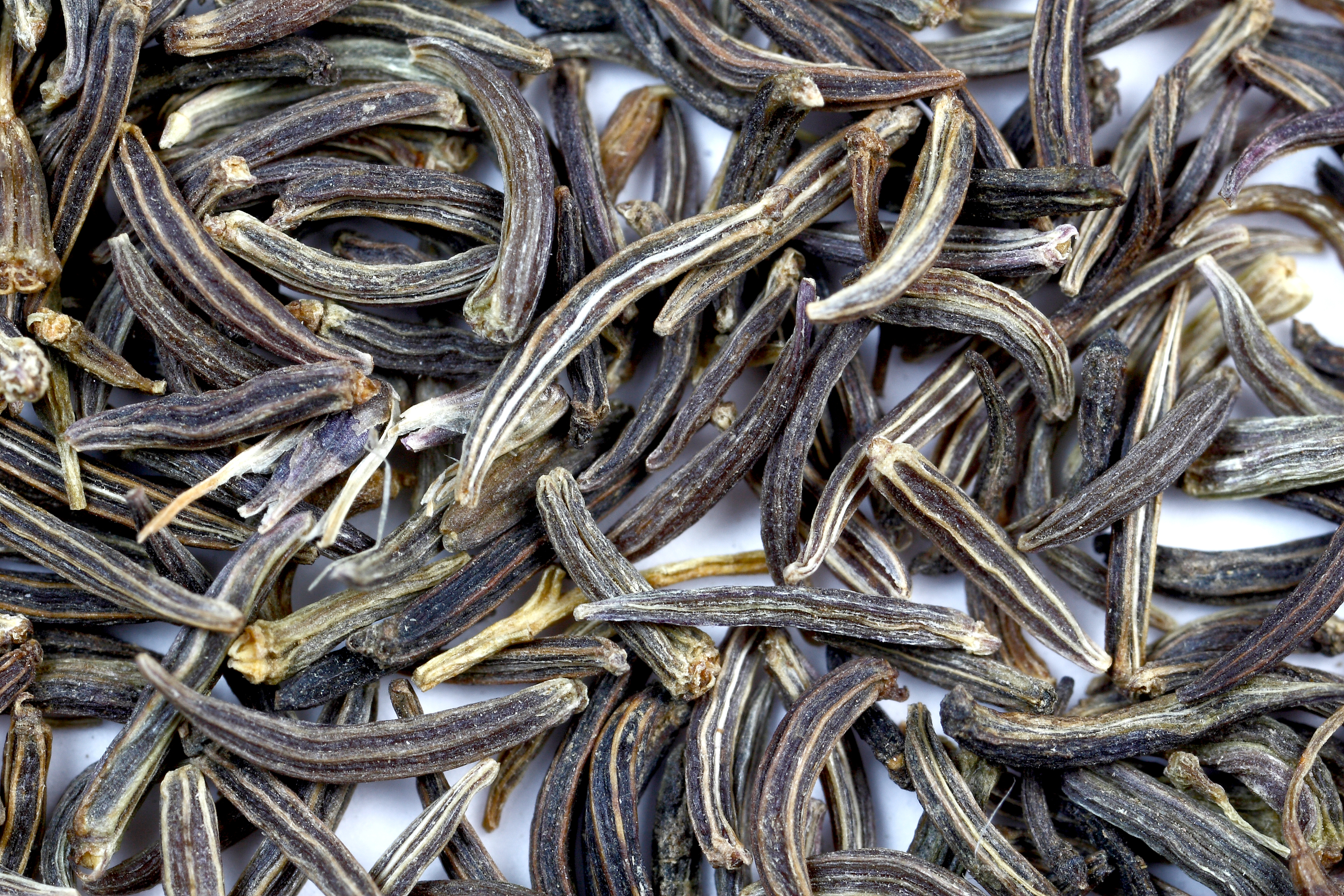
Owoce kminku czarnego w zbliżeniu

Czarny kminek, czarny kmin – przyprawa kuchni indyjskiej będąca owocami gatunku Bunium bulbocastanum z rodziny selerowatych. W Indiach występuje pod kilkoma nazwami: kala jeera (czarny kmin) lub shahi jeera (cesarski kmin, od cesarza mogolskiego). Nasiona są podobne do kminku zwyczajnego, stąd potoczna nazwa angielska: black caraway (czarny kminek). W Kaszmirze spożywa się korzenie jako warzywo (smak podobny do kasztanów jadalnych), również liście mogą służyć jako przyprawa. Owoce zawierają wysoki procent polifenoli i są bardzo silnym przeciwutleniaczem.

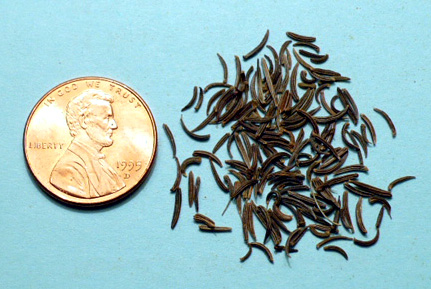
Owoce kminku czarnego

Uwaga: na terenie Bengalu termin kalo jeera oznacza zupełnie niespokrewnioną czarnuszkę siewną (Nigella sativa); Kminek czarny jest tam rzadko używany. Również angielski termin black cumin może być mylący, często używa się go jako synonimu kalonji (czarnuszki).